# Juan Martínez Martí
Juan Martínez Martí (Cocentaina, 1708-Jaén, 23 de julio de 1767) fue un compositor y maestro de capilla español.

## Vida
Hay poca información sobre la vida de Juan Martínez. Fue hijo de Juan Martínez y Vicenta Martí, habiendo nacido en 1708 en Cocentaina, en la provincia de Alicante.
Gembero Ustárroz identifica a Martínez con el maestro de capilla de la Iglesia de Santa Anta de Sevilla, que compuso villancicos de maitines en 1729, 1730 y 1731, dedicadas respectivamente a Felipe Alonso Coeces, Francisco de Craywinckel y José de Rivas. El villancico dedicado a Felipe Alonso Coeces, Para liberar su reino, tiene tintes políticos, haciendo referencia a la Guerra de sucesión española. En 1732 los estudiantes del colegio mayor de Santo Tomás de Aquino celebraron su fiesta en la parroquia de Santa Ana con un villacinco compuesto por Martínez y dedicado a la Duquesa de Osuna.
En 1732 se presentó al magisterio de la Capilla Real de Granada sin éxito. Tras la partida del maestro Pedro de Arteaga y Valdés hacia la Catedral de Guadix, Martínez consiguió finalmente el cargo de maestro de capilla de la Capilla Real de Granada en 1736. Fue ordenado en 1740 y permaneció en el cargo hasta 1754.
En 1754, tras el fallecimiento del maestro Juan Manuel de la Puente, el cabildo de la Catedral de Jaén promulgó los edictos para ocupar el cargo vacante: «Que en la provisión del magisterio de capilla se practique lo mismo que en la provisión precedente y que el término de los edictos sea de 50 días». A las oposiciones, aparte de Martínez, se presentaron Cristóbal de Arjona, maestro de la Abadía de Alcalá la Real, y Domingo Graell, maestro de la Colegiata de Baza. Finalmente Martínez tomó posesión del cargo el 27 de noviembre de 1754:

El Sr. Racionero y Mro. de Capilla Dn. Juan Manuel de la Puente murio en 19 de Dizre. de 1753. [...] El sºr. Razrº. y Mro. de Capilla Dn. Juan Martinez tomó posesion de Racion en 27 de Nove. de 1754
Actas Capitulares de la Catedral de Jaén, 27 de noviembre de 1754

Poco más se conoce de la vida de Martínez. Parece que su magisterio en Jaén transcurrió sin conflictos, componiendo para las ocasiones y participando en los exámenes de los músicos de la capilla catedralicia. En 1760 realizó un inventario de la música de la catedral.
Falleció en Jaén a las once y media de la noche, el 23 de junio de 1767.

Se informa de que el maestro de capilla Juan Martínez murió ayer día 23, a las 11 y media de la noche; se acuerda rezar un responso por su alma y que el entierro sea esta tarde después de completas.
24 de julio de 1767

## Obra
En la Catedral de Jaén solo se conserva una obra de Martínez, un Miserere para tinieblas (1763) a cuatro voces. Existen diversas obras suyas en el archivo de la Capilla Real de Granada.